# 箭内健次
箭内 健次（やない けんじ、1910年1月16日 - 2006年）は、日本の歴史学者。

## 来歴
東京都小石川に、東洋史学者箭内亘の次男として生まれる。旧制静岡高等学校から、1934年東京帝国大学国史学科卒業。36年台北帝国大学講師、38年助教授、敗戦によって引き上げ、47年外務省調査課入局、48年文部省教科書局、50年金沢大学教授、53年九州大学教授、64年同文化史研究所所長、68年東海大学教授、74年駒澤大学教授。

## 著書
- 長崎 至文堂 1959 （日本歴史新書）

## 共編著
- 日本史 中学学習コース 毎日新聞社 1952
- 北・九州 縄文より明治維新まで 吉川弘文館 1968
- 図説日本の歴史 11 江戸の開幕 集英社 1975
- 海外交渉史の視点 第2巻 近世(沼田次郎共編) 日本書籍 1975
- 鎖国日本と国際交流 吉川弘文館 1988.2
- シーボルトと日本の開国近代化 宮崎道生共編 続群書類従完成会 1997.2
- 国際社会の形成と近世日本 日本図書センター 1998.7

## 翻訳
- 大航海時代叢書 第7 フィリピン諸島誌 モルガ 神吉敬三共訳 岩波書店 1966
- 通航一覧続輯 全5巻 林〓他 清文堂出版 1968-73

## 参考
- 箭内健次「自己の足跡を辿って : 年譜の形で(箭内健次先生喜寿記念号)」『駒澤史学』第34巻、駒澤大学、1986年1月、213-221頁、NAID 110007002910。
- 波田野, 富信「箭内健次先生の逝去を悼む」『交通史研究』第60巻、日本学術会議協力学術研究団体 交通史学会、2006年、90頁、doi:10.20712/kotsushi.60.0_90、ISSN 0913-7300、NAID 110009986299、2020年8月15日閲覧。